# Stârciu, Sălaj
Stârciu (în maghiară Bogdánháza), este un sat în comuna Horoatu Crasnei din județul Sălaj, Transilvania, România.

## Istorie
Prima atestare documentară a localității provine din anul 1341, când satul apare sub numele de villa olakalis Bogdanynhaza. Alte atestări documentare provin din anii 1481 Bogdánháza, 1553 Bogdánfalva, 1733 Stîrca, 1750 Bogdányháza, 1760-1762 Bogdánháza, 1808 Sztîrcsi, 1850 Sztărcs, 1854 Bogdánháza, Stîrci, 1930 Stîrciu, 1966 Stîrciu.
O piesă arheologică unică în nord-vestul României, atribuită unui războinic dac, a fost descoperită lângă localitatea sălăjeană Stârciu.

## Biserici

### Biserica de lemn
În Stârciu a fost documentată o biserică de lemn în secolul 18, pe care tradiția și vechea hartă iosefină o plasează pe malul stâng al văii satului.

### Biserica veche de zid

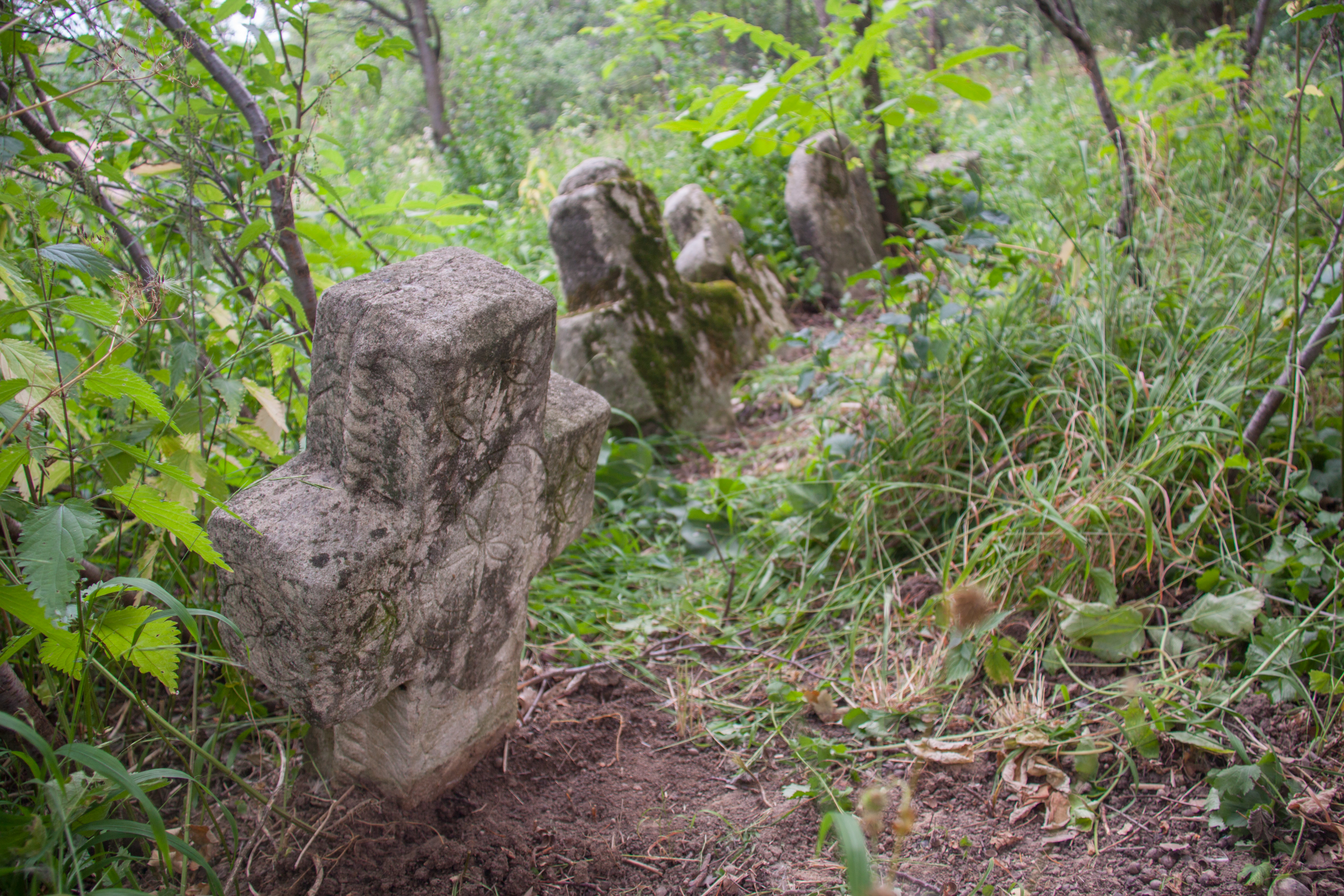
cruci de preoți
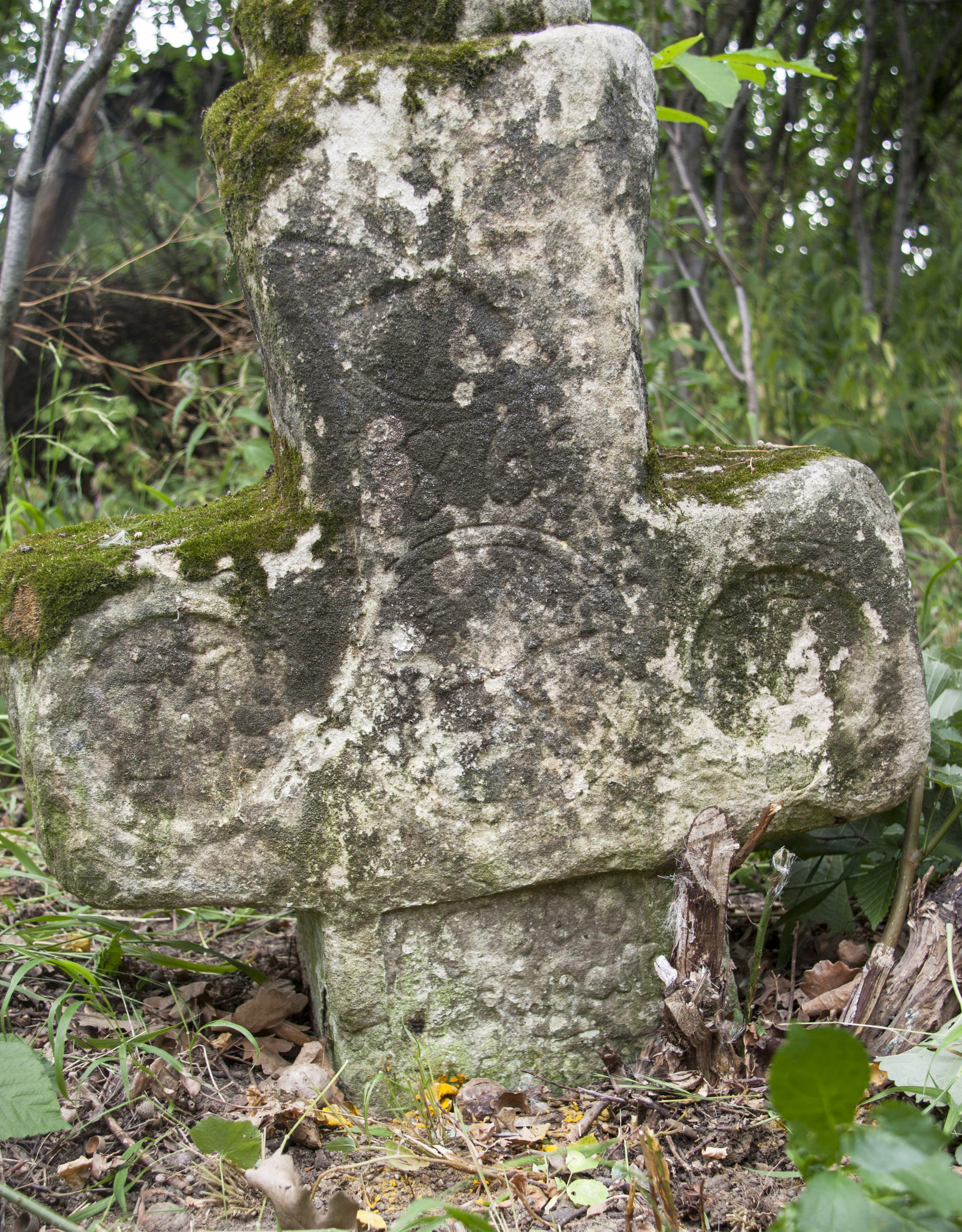
1869
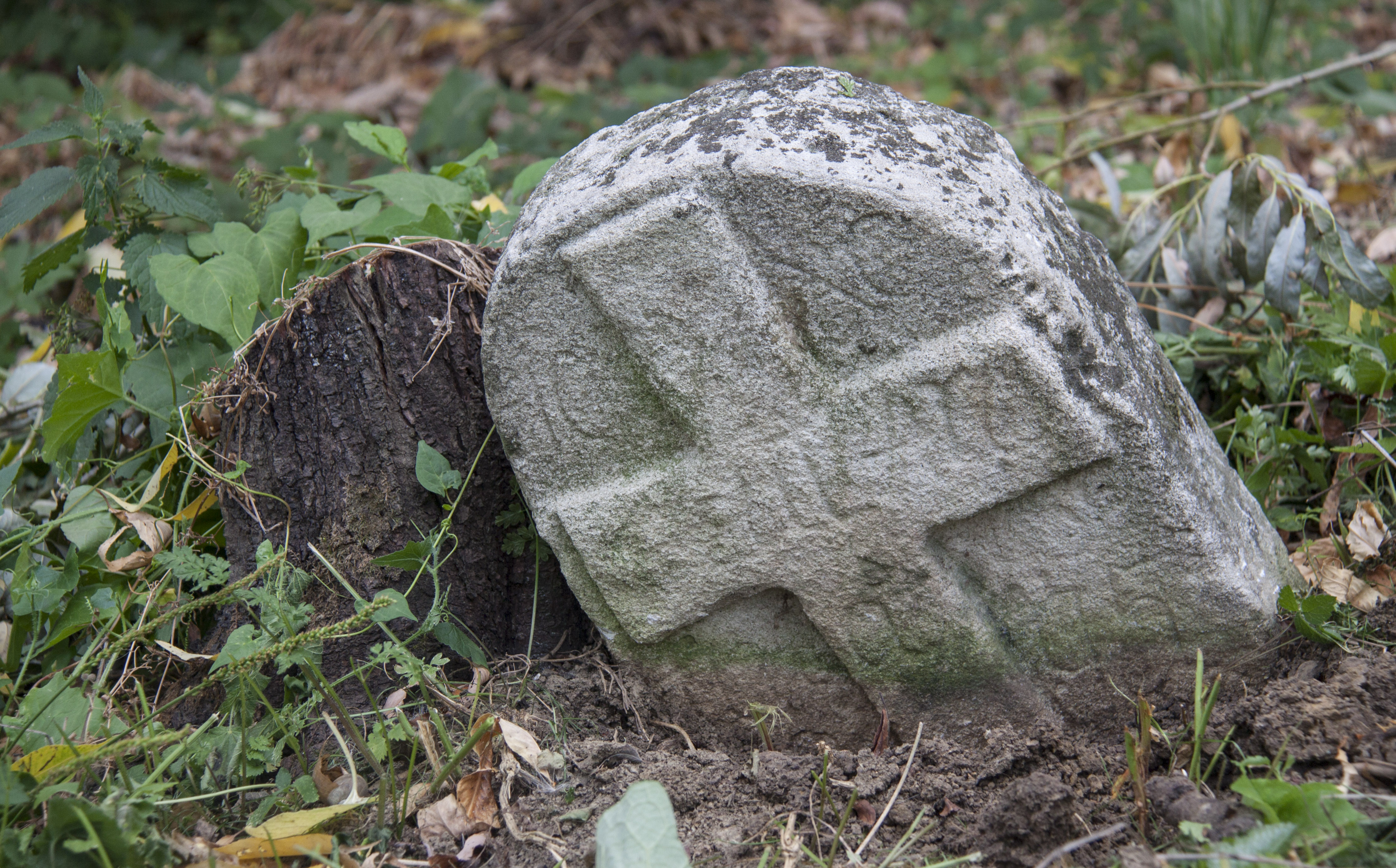
1895

Începând cu a doua jumătate a secolului 19 apar date despre o biserică de zid, ridicată în cimitirul greco-catolic de pe malul drept al văii satului. Aceasta a servit drept biserică parohială pentru comunitatea greco-catolică până în al doilea război mondial. După înlocuirea ei cu o nouă biserică de zid, vechea biserică de zid s-a ruinat. Locul bisericii se cunoaște iar în cimitirul din jur se păstrează câteva cruci de piatră vechi și valoroase.

### Biserica ortodoxă „Sfântul Nicolae”
La începutul secolului 20, comunitatea s-a scindat, o parte revenind la ortodoxie. Comunitatea ortodoxă sub chemarea preotului Petru Tămășoiu și-a ridicat între anii 1904-1911 actuala biserică „Sfântul Nicolae”, pe terenul donat de epitropul  Gavril Taloș, în noul centru al satului. Biserica a fost consacrată în 12 septembrie 1912 de episcopul Caransebeșului și viitorul patriarh al României Miron Cristea. În interior a fost zugrăvită în anul 1937 cu cheltuiala preotului paroh Vasile Stanciu și a soției sale Elena. Biserica a fost renovată în 1974 și în 2012.

### Biserica greco-catolică „Sfinții Arhangheli”
Comunitatea greco-catolică și-a ridicat noua biserică de zid „Sfinții Arhangheli Mihail și Gavriil” până în anul 1945. În aceasta au servit până în 1948, când cultul greco-catolic a fost scos în afara legii. După 1989 biserica a revenit comunității greco-catolice.

## Demografie
Conform recensământului populației României din anul 2002, localitatea avea la acea dată 1.023 locuitori, 513 de sex masculin și 510 de sex feminin.

## Imagini de arhivă

Pereche de gospodari, anii 1950
Harta satelor de sub Meseș la 1894
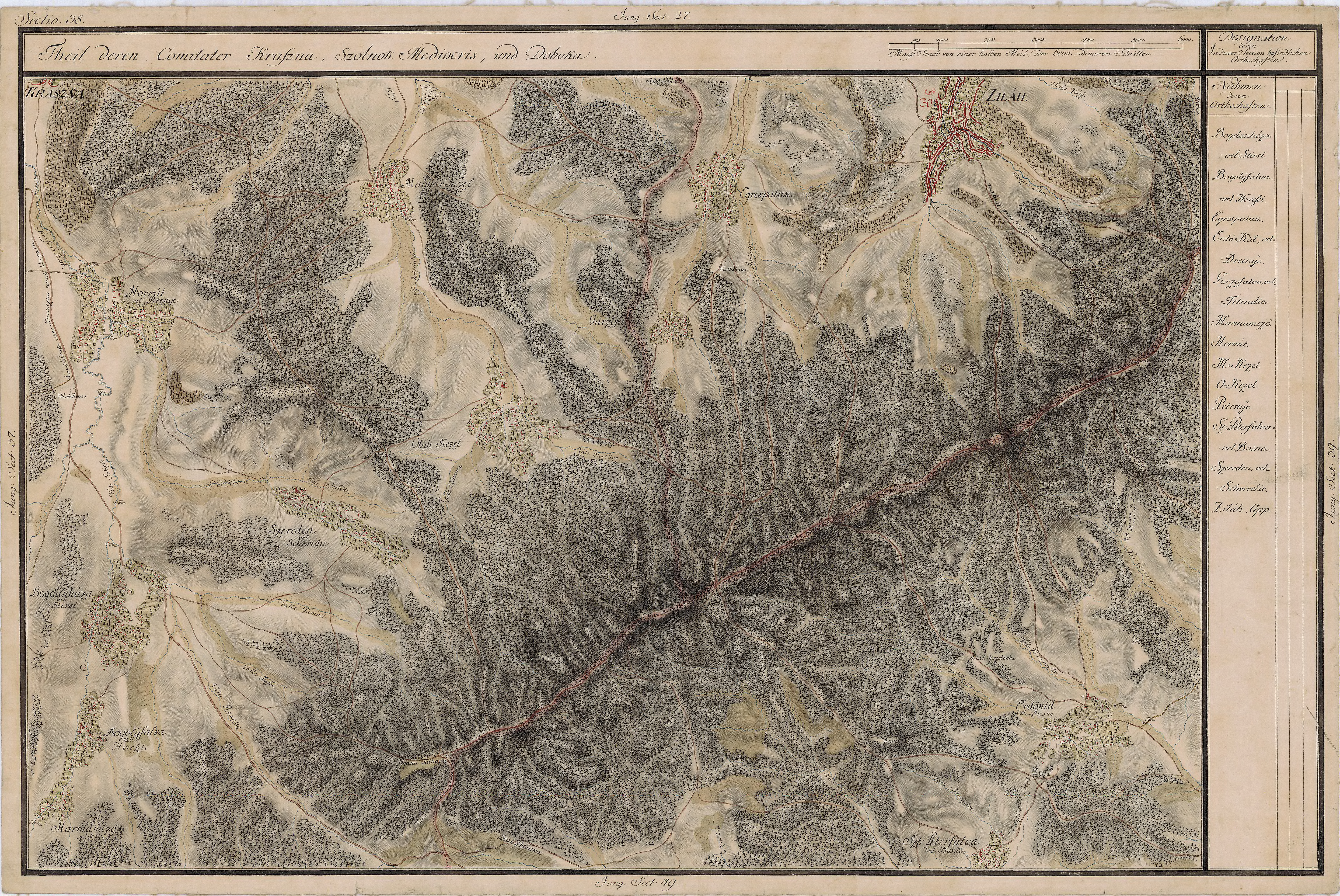
Stârciu în Harta Iosefină a Transilvaniei, 1769-1773

## Imagini de azi

Pe valea Stârciului, 2007
Biserica greco-catolică, 2007